# Eastern Samar

Prowincja Eastern Samar na mapie Filipin

Eastern Samar (fil. Silangang Samar) – prowincja na Filipinach, położona we wschodniej części wyspy Samar w regionie Eastern Visayas.
Od wschodu granicę wyznacza Morze Filipińskie, od północy graniczy z prowincją Northern Samar, od zachodu z prowincją Samar, od południa granice wyznacza Zatoka Leyte.
Powierzchnia: 4640,73 km². Liczba ludności: 405 114 mieszkańców (2007). Gęstość zaludnienia wynosi 87,3 mieszk./km². Stolicą prowincji jest Borongan.